# Václav Krejčí (architekt)
Václav Krejčí (* 28. srpna 1928, Mělník) je český architekt, který v období socialismu navrhoval a projektoval největší sídliště postavená v Ústeckém kraji (dříve Severočeském kraji). Byl autorem a hlavním projektantem výstavby nového Mostu, několika sídlišť v Ústí nad Labem či rekultivačních úprav lomu Benedikt. Je držitelem stříbrné ceny světového Bienále architektury, udělené roku 1987 v bulharské Sofii.

## Biografie

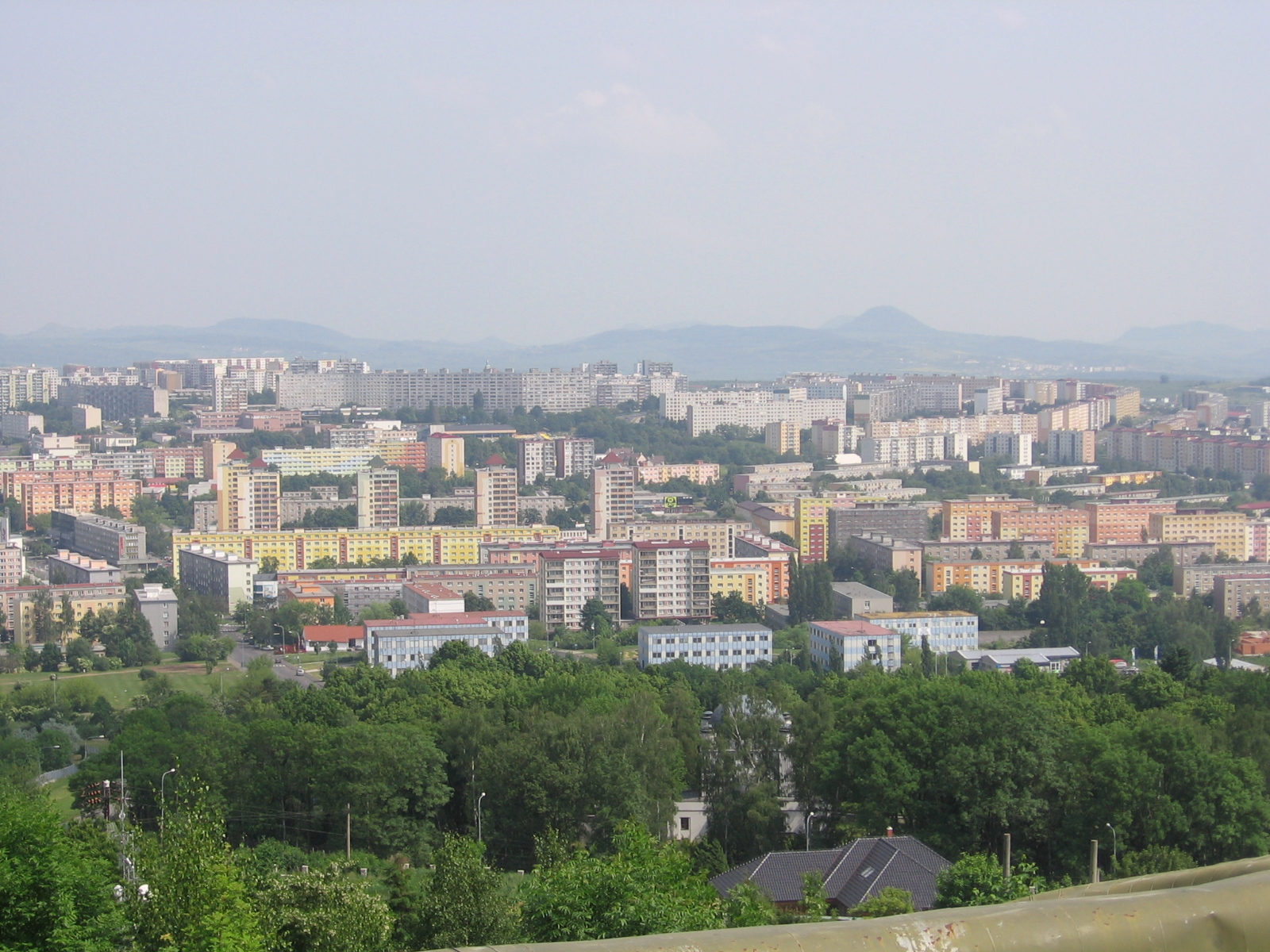
Pohled na město Most z vrchu Ressl

Narodil se ve středočeském Mělníku a studoval na Českém vysokém učení technickém v Praze, kde absolvoval Fakultu architektury a pozemního stavitelství. Po ukončení studií dostal umístěnku do podniku Stavoprojekt v Ústí nad Labem a ve zdejším projektovém ústavu působil po celý svůj profesní život až do roku 1996 (postupně jako projektant, hlavní architekt a ředitel). Jeho prvním úkolem byly v roce 1952 bytové domy na sídlišti Osada (dříve tzv. Stalinovky) v Litvínově. O sedm let později se společně s kolegou Jaromírem Vejlem zúčastnil soutěže na urbanistické a architektonické řešení centra nového Mostu (původní královské město Most bylo zbořeno kvůli těžbě hnědého uhlí). Tu, jako tehdy jedenatřicetiletý architekt, vyhrál a od roku 1959 vedl jako hlavní projektant dostavbu města.
Od roku 1963 se podílel na výstavbě a proměně Ústí nad Labem, kde vyhrál soutěže na projektování čtvrti Severní Terasa, obvodu Krásného Března a širšího území centra města. Jím projektované sídliště Severní Terasa, nacházející se ve stejnojmenné městské čtvrti, bylo jedním z nejlépe hodnocených československých sídlišť, za něž obdržel ocenění Nejlepší realizace roku.
V roce 1992 začal podnikat a založil projektový ateliér Arch-atelier s.r.o. Při příležitosti svých 80. narozenin vydal v roce 2008 knihu o výstavbě nového Mostu s názvem Most: zánik historického města, výstavba nového města.

## Dílo
- Most: zánik historického města, výstavba nového města. Most: AA 2000, 2008. 263 s. Dostupné online. ISBN 978-80-254-3157-3.
- Ústí nad Labem: rozvoj města 1950–2010. Ústí nad Labem: Město Ústí nad Labem, 2013. 341 s. (Ústecká vlastivěda, č. IX).